# صناعة الخزف في الصين

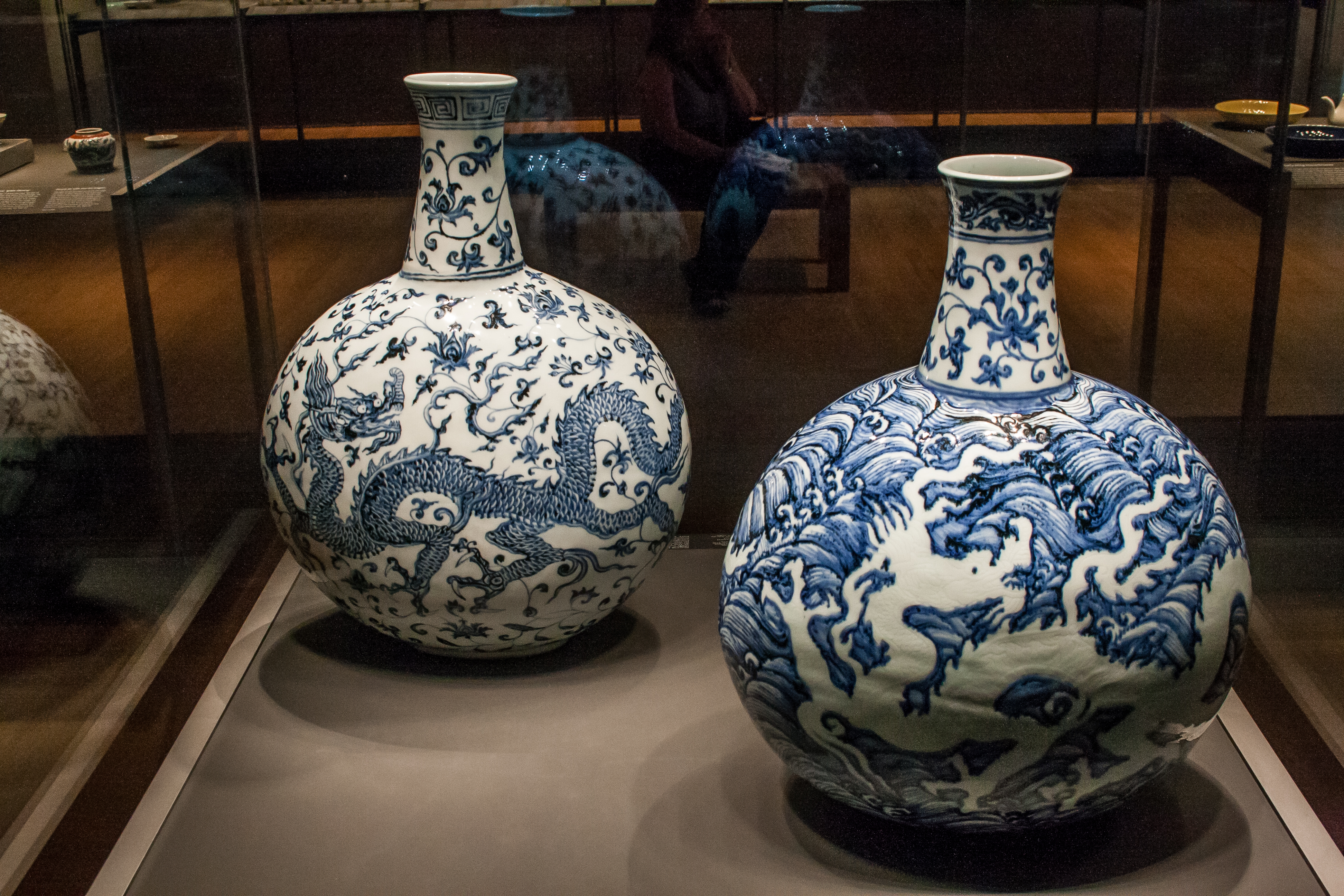
آنيتان خزفيتان تعودان إلى فترة الإمبراطور يونغلي (1402-1424) في عهد أسرة مينغ

تُظهر صناعة الخزف في الصين تطورًا مستمرًا منذ عصور ما قبل الأسرات الحاكمة [الإنجليزية]، وهو أحد أهم أشكال الخزف والفن الصيني على مستوى العالم. صُنع أول الفخار في العصر الحجري القديم. تراوح أنواع الخزف في الصين من مواد البناء مثل الآجُرّ والبلاط، إلى الأواني الفخارية المصنوعة يدويًا والتي تُطهى في المَشعلات [الإنجليزية] أو القمائن، إلى أواني الخزف الصيني المتطورة المصنوعة للبلاط الإمبراطوري وللتصدير. كان الخزف الصيني اختراعًا صينيًا ويرتبط بالصين لدرجة أنه لا يزال يطلق عليه اسم "الصيني".

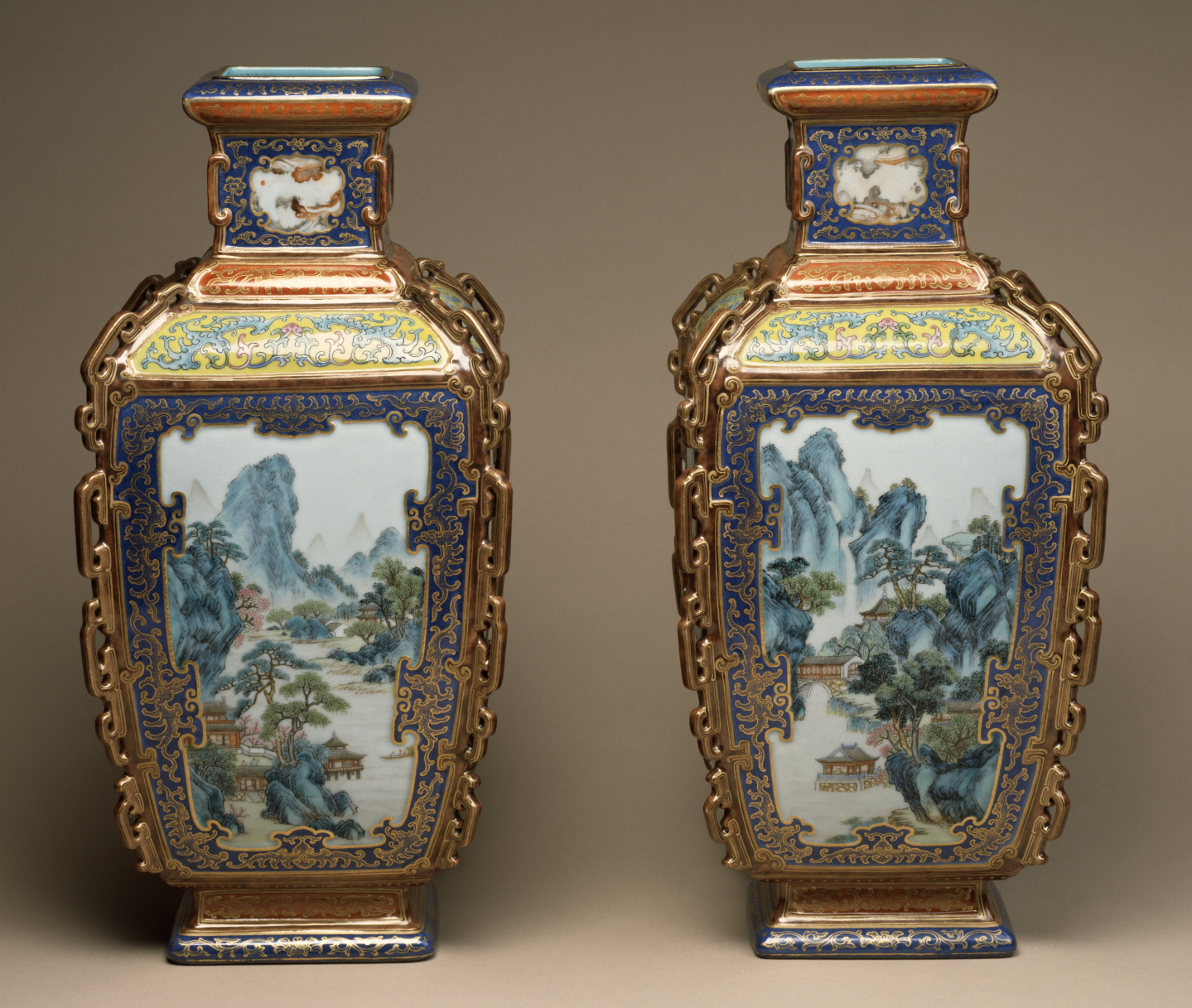
مزهريتان مصنوعتان من فامي روز مرسومة عليها مناظر طبيعية للفصول الأربعة، تعود إلى سنوات 1760-1795م

صُنِّعت معظم أنواع الخزف في الصين في وقت لاحق، حتى من أفضل أنواع الخزف، على نطاق صناعي، وبالتالي سُجِّل عدد قليل من أسماء الفخاريين الفرديين. كانت العديد من ورش القمائن الأكثر أهمية مملوكة للإمبراطور أو محفوظة له، وصُدِّرت كميات كبيرة من الخزف الصيني المُصدَّر [الإنجليزية] هدايا دبلوماسيةً [الإنجليزية] أو للتجارة منذ وقت مبكر، في البداية إلى شرق آسيا والعالم الإسلامي، ثم من جميع أنحاء العالم. القرن السادس عشر إلى أوروبا. كان لأنواع الخزف المصنوعة في الصين تأثير هائل على تقاليد الخزف الأخرى في هذه المناطق.
على نحو متزايد على مدى تاريخها الطويل، يمكن تصنيف أنواع الخزف المصنوعة في الصين بين تلك المصنوعة للبلاط الإمبراطوري لاستخدامها أو توزيعها، وتلك المصنوعة للسوق الصينية التمييزية، وتلك المخصصة للأسواق الصينية الشعبية أو للتصدير. كما صُنّعت بعض أنواع الأواني أيضًا فقط أو أساسًا لاستخدامات خاصة مثل الدفن في المقابر أو للاستخدام على المذابح.

## المواد
تُصنَّع أنواع الخزف في الصين أساسًا من مزيج من المواد التالية:
- الكاولين أو الطَّفل الصيني – مكون أساسي يتكون بشكل كبير من معدن الكاولينيت الصلصالي.
- بايدونزي [الإنجليزية] (بالصينية: 白墩子،  نقحرة: bái dūn zì) - الصخور الميكائية أو الفلسبارية المتحللة.
- الفلسبار
- المرو[1]